# Enemies of Reality
Enemies of Reality – piąty album amerykańskiego zespołu Nevermore grającego progresywny metal, wydany w 2003 roku przez Century Media Records. Zawiera intensywne neo-klasyczne gitarowe solówki wykonane przez gitarzystę Jeffa Loomisa.

## Lista utworów
1. "Enemies of Reality" – 5:11
2. "Ambivalent" – 4:12
3. "Never Purify" – 4:03
4. "Tomorrow Turned into Yesterday" – 4:35
5. "I, Voyager" – 5:48
6. "Create the Infinite" – 3:38
7. "Who Decides" – 4:15
8. "Noumenon" – 4:37
9. "Seed Awakening" – 4:30

Limitowana edycja
1. "Believe in Nothing" (video)
2. "Next in Line" (video)
3. "What Tomorrow Knows" (video)
4. "Engines of Hate" (live U.S. 2001)
5. "Beyond Within" (live U.S. 2001)